# Desmodium angustifolium
Desmodium angustifolium är en ärtväxtart som först beskrevs av Carl Sigismund Kunth, och fick sitt nu gällande namn av Dc. Desmodium angustifolium ingår i släktet Desmodium och familjen ärtväxter.

## Underarter
Arten delas in i följande underarter:
- D. a. angustifolium
- D. a. gramineum